# Jevoumont
Jevoumont est un village situé dans la commune belge de Theux dans la province de Liège en Région wallonne. Il se trouve au sud-ouest de Theux sur ses hauteurs.
D'après la légende, l’origine du village remonterait vers l’an 200, se prononçait Djuvoulmont, et ensuite Jevoulmont pour enfin s’écrire Jevoumont.

## Description
Le village, étiré sur la crête d'une colline, forme un ensemble homogène (bien que de nouvelles constructions qui abîment le paysage apparaissent) de fermes et de maisons pour la plupart perpendiculaires à l'axe routier. Le hameau est ponctué à l'est par le château Nagelmackers de la première moitié du XIXe siècle. À l'ouest, le village s'étend le long de la grand route pour rejoindre le lotissement du Vieux Cortil. En poursuivant, la route mène sur les hauteurs du village de La Reid.
Le centre du village, comportant moins d'une centaine d'habitations est marqué par le château Nagelmackers Celui-ci fut construit en 1857, par Madame Cornet-Muller comme grande villa de campagne dotée d’une petite tourelle suivant les plans de l’architecte Auguste-Charles Vivroux. En 1892, son neveu Léon Nagelmackers en devint propriétaire et l’habitation subit divers aménagements et agrandissements lui donnant cet aspect de château néo-normand en vogue à cette époque dans notre région. Un incendie ravagea le château le 8 janvier 1988, ce qui provoqua un nouvel aménagement. Le château est toujours habité par des membres de la famille Nagelmackers. Le centre du village est marqué par la Ferme de la Dîme. Il s’agit d’un imposant quadrilatère fortifié du XVIIe siècle, disposant ses bâtiments autour d’une cour. On y voit encore les grandes dîmières destinées à recevoir le fourrage que les paysans devaient livrer comme taxes au Prince-Évêque.
À voir également :
Le château de l’Ourlaine construit par la famille de Grand Ry et qui domine la vallée du Ru de Targnon.
La Ferme de la Haye, ferme fortifiée dont les bâtiments édifiés au XVIIe siècle appartenaient à la famille de la Haye.